# Marburg Mercenaries
I Marburg Mercenaries sono una squadra di football americano di Marburgo, in Germania; fondati nel 1991, hanno vinto una EFAF Cup.

## Dettaglio stagioni

### Tornei nazionali

#### Campionato

##### GFL
| Stagione | regular season | regular season | regular season | regular season | regular season | regular season | playoff | playoff | playoff | playoff | playoff | playoff          | playoff                |
|          | Vin            | Par            | Per            | Tot            | PF             | PS             | Vin     | Per     | Tot     | PF      | PS      | risultato        | avversaria             |
| -------- | -------------- | -------------- | -------------- | -------------- | -------------- | -------------- | ------- | ------- | ------- | ------- | ------- | ---------------- | ---------------------- |
| 2003     | 1              | 0              | 11             | 12             | 276            | 425            | 1       | 1       | 2       | 57      | 42      | Non retrocessi   | Simbach Wildcats       |
| 2004     | 6              | 1              | 3              | 10             | 233            | 206            | 1       | 1       | 2       | 31      | 58      | Semifinale       | Berlin Adler           |
| 2005     | 8              | 1              | 1              | 10             | 350            | 174            | 1       | 1       | 2       | 81      | 63      | Semifinale       | Hamburg Blue Devils    |
| 2006     | 10             | 0              | 2              | 12             | 471            | 214            | 2       | 1       | 3       | 108     | 51      | German Bowl      | Braunschweig Lions     |
| 2007     | 9              | 1              | 2              | 12             | 363            | 194            | 1       | 1       | 2       | 42      | 42      | Semifinale       | Braunschweig Lions     |
| 2008     | 9              | 0              | 3              | 12             | 356            | 206            | 1       | 1       | 2       | 53      | 70      | Semifinale       | Braunschweig Lions     |
| 2009     | 7              | 0              | 5              | 12             | 422            | 328            | 1       | 1       | 2       | 85      | 99      | Semifinale       | Berlin Adler           |
| 2010     | 10             | 0              | 2              | 12             | 437            | 216            | 1       | 1       | 2       | 37      | 38      | Semifinale       | Berlin Adler           |
| 2011     | 11             | 0              | 2              | 13             | 392            | 240            | 0       | 1       | 1       | 10      | 14      | Quarti di finale | Düsseldorf Panther     |
| 2012     | 9              | 0              | 5              | 14             | 473            | 339            | 0       | 1       | 1       | 21      | 35      | Quarti di finale | Berlin Adler           |
| 2013     | 10             | 1              | 3              | 14             | 488            | 353            | 0       | 1       | 1       | 9       | 47      | Quarti di finale | Kiel Baltic Hurricanes |
| 2014     | 9              | 0              | 5              | 14             | 476            | 431            | 0       | 1       | 1       | 22      | 42      | Quarti di finale | Dresden Monarchs       |
| 2015     | 3              | 0              | 11             | 14             | 286            | 484            | -       | -       | -       | -       | -       | -                | -                      |
| 2016     | 2              | 0              | 12             | 14             | 284            | 591            | -       | -       | -       | -       | -       | -                | -                      |
| 2017     | 8              | 0              | 6              | 14             | 345            | 320            | 0       | 1       | 1       | 14      | 28      | Quarti di finale | Kiel Baltic Hurricanes |
| 2018     | 6              | 0              | 8              | 14             | 366            | 438            | -       | -       | -       | -       | -       | -                | -                      |
| 2019     | 9              | 0              | 5              | 14             | 493            | 378            | 0       | 1       | 1       | 22      | 39      | Quarti di finale | Dresden Monarchs       |
| 2021     | 2              | 0              | 8              | 10             | 189            | 350            | -       | -       | -       | -       | -       | -                | -                      |
| 2022     | 4              | 0              | 6              | 10             | 224            | 255            | -       | -       | -       | -       | -       | -                | -                      |
| Totale   | 133            | 4              | 100            | 237            | 6924           | 6142           | 9       | 14      | 23      | 592     | 668     |                  |                        |

Fonti: Enciclopedia del Football - A cura di Roberto Mezzetti

##### 2. Bundesliga
| Stagione | regular season | regular season | regular season | regular season | regular season | regular season | playoff | playoff | playoff | playoff | playoff | playoff      | playoff         |
|          | Vin            | Par            | Per            | Tot            | PF             | PS             | Vin     | Per     | Tot     | PF      | PS      | risultato    | avversaria      |
| -------- | -------------- | -------------- | -------------- | -------------- | -------------- | -------------- | ------- | ------- | ------- | ------- | ------- | ------------ | --------------- |
| 1998     | 5              | 0              | 9              | 14             | 191            | 307            | -       | -       | -       | -       | -       | -            | -               |
| 1999     | 10             | 0              | 4              | 14             | 487            | 226            | -       | -       | -       | -       | -       | -            | -               |
| 2000     | 11             | 0              | 3              | 14             | 357            | 198            | -       | -       | -       | -       | -       | -            | -               |
| 2001     | 8              | 0              | 2              | 10             | 297            | 161            | 0       | 2       | 2       | 21      | 69      | Non promossi | Franken Knights |
| 2002     | 13             | 0              | 1              | 14             | 544            | 227            | 2       | 0       | 2       | 70      | 35      | Promossi     | Munich Cowboys  |
| Totale   | 47             | 0              | 19             | 66             | 1876           | 1119           | 2       | 2       | 4       | 91      | 104     |              |                 |

Fonti: Enciclopedia del Football - A cura di Roberto Mezzetti

##### Regionalliga
| Stagione | regular season | regular season | regular season | regular season | regular season | regular season | playoff | playoff | playoff | playoff | playoff | playoff   | playoff    |
|          | Vin            | Par            | Per            | Tot            | PF             | PS             | Vin     | Per     | Tot     | PF      | PS      | risultato | avversaria |
| -------- | -------------- | -------------- | -------------- | -------------- | -------------- | -------------- | ------- | ------- | ------- | ------- | ------- | --------- | ---------- |
| 1997     | 11             | 1              | 0              | 12             | 457            | 154            | -       | -       | -       | -       | -       | -         | -          |
| Totale   | 11             | 1              | 0              | 12             | 457            | 154            | -       | -       | -       | -       | -       |           |            |

Fonti: Enciclopedia del Football - A cura di Roberto Mezzetti

##### Oberliga
| Stagione | regular season | regular season | regular season | regular season | regular season | regular season | playoff | playoff | playoff | playoff | playoff | playoff   | playoff    |
|          | Vin            | Par            | Per            | Tot            | PF             | PS             | Vin     | Per     | Tot     | PF      | PS      | risultato | avversaria |
| -------- | -------------- | -------------- | -------------- | -------------- | -------------- | -------------- | ------- | ------- | ------- | ------- | ------- | --------- | ---------- |
| 1993     | 4              | 0              | 4              | 8              | 185            | 150            | -       | -       | -       | -       | -       | -         | -          |
| 1994     | ?              | ?              | ?              | ?              | ?              | ?              | ?       | ?       | ?       | ?       | ?       | ?         | ?          |
| 1995     | 5              | 1              | 4              | 10             | 269            | 119            | -       | -       | -       | -       | -       | -         | -          |
| 1996     | 8              | 0              | 0              | 8              | 269            | 43             | -       | -       | -       | -       | -       | -         | -          |
| 2005     | 2              | 0              | 6              | 8              | 148            | 191            | -       | -       | -       | -       | -       | -         | -          |
| 2006     | 0              | 0              | 10             | 10             | 0              | 200            | -       | -       | -       | -       | -       | -         | -          |
| 2007     | 7              | 0              | 1              | 8              | 275            | 90             | -       | -       | -       | -       | -       | -         | -          |
| 2008     | 6              | 1              | 3              | 10             | 144            | 97             | -       | -       | -       | -       | -       | -         | -          |
| Totale   | 32+?           | 2+?            | 28+?           | 62+?           | 1290+?         | 890+?          | ?       | ?       | ?       | ?       | ?       |           |            |

Fonti: Enciclopedia del Football - A cura di Roberto Mezzetti

##### Verbandsliga (quinto livello)/Landesliga
| Stagione | regular season | regular season | regular season | regular season | regular season | regular season | playoff | playoff | playoff | playoff | playoff | playoff   | playoff    |
|          | Vin            | Par            | Per            | Tot            | PF             | PS             | Vin     | Per     | Tot     | PF      | PS      | risultato | avversaria |
| -------- | -------------- | -------------- | -------------- | -------------- | -------------- | -------------- | ------- | ------- | ------- | ------- | ------- | --------- | ---------- |
| 1992     | 0              | 0              | 6              | 6              | 38             | 218            | -       | -       | -       | -       | -       | -         | -          |
| 2004     | 7              | 0              | 1              | 8              | 246            | 90             | -       | -       | -       | -       | -       | -         | -          |
| Totale   | 7              | 0              | 7              | 14             | 284            | 308            | -       | -       | -       | -       | -       |           |            |

Fonti: Enciclopedia del Football - A cura di Roberto Mezzetti

##### Verbandsliga (sesto livello)
| Stagione | regular season | regular season | regular season | regular season | regular season | regular season | playoff | playoff | playoff | playoff | playoff | playoff   | playoff    |
|          | Vin            | Par            | Per            | Tot            | PF             | PS             | Vin     | Per     | Tot     | PF      | PS      | risultato | avversaria |
| -------- | -------------- | -------------- | -------------- | -------------- | -------------- | -------------- | ------- | ------- | ------- | ------- | ------- | --------- | ---------- |
| 2012     | 7              | 0              | 1              | 8              | 323            | 43             | -       | -       | -       | -       | -       | -         | -          |
| Totale   | 0              | 0              | 6              | 6              | 38             | 218            | -       | -       | -       | -       | -       |           |            |

Fonti: Enciclopedia del Football - A cura di Roberto Mezzetti

##### Aufbauliga
| Stagione | regular season | regular season | regular season | regular season | regular season | regular season | playoff | playoff | playoff | playoff | playoff | playoff   | playoff    |
|          | Vin            | Par            | Per            | Tot            | PF             | PS             | Vin     | Per     | Tot     | PF      | PS      | risultato | avversaria |
| -------- | -------------- | -------------- | -------------- | -------------- | -------------- | -------------- | ------- | ------- | ------- | ------- | ------- | --------- | ---------- |
| 2001     | 1              | 1              | 4              | 6              | 96             | 160            | -       | -       | -       | -       | -       | -         | -          |
| 2002     | 1              | 1              | 4              | 6              | 70             | 115            | -       | -       | -       | -       | -       | -         | -          |
| 2003     | 6              | 0              | 0              | 6              | 266            | 18             | -       | -       | -       | -       | -       | -         | -          |
| Totale   | 8              | 2              | 8              | 18             | 432            | 293            | -       | -       | -       | -       | -       |           |            |

Fonti: Enciclopedia del Football - A cura di Roberto Mezzetti

### Tornei internazionali

#### European Football League (1986-2013)
| Stagione | regular season | regular season | regular season | regular season | regular season | regular season | playoff | playoff | playoff | playoff | playoff | playoff   | playoff        |
|          | Vin            | Par            | Per            | Tot            | PF             | PS             | Vin     | Per     | Tot     | PF      | PS      | risultato | avversaria     |
| -------- | -------------- | -------------- | -------------- | -------------- | -------------- | -------------- | ------- | ------- | ------- | ------- | ------- | --------- | -------------- |
| 2007     | 2              | 0              | 0              | 2              | 62             | 27             | 1       | 1       | 2       | 54      | 91      | Eurobowl  | Vienna Vikings |
| Totale   | 2              | 0              | 0              | 2              | 62             | 27             | 1       | 1       | 2       | 54      | 91      |           |                |

Fonti: Enciclopedia del Football - A cura di Roberto Mezzetti

#### European Football League (dal 2014)
| Stagione | regular season | regular season | regular season | regular season | regular season | regular season | playoff | playoff | playoff | playoff | playoff | playoff   | playoff    |
|          | Vin            | Par            | Per            | Tot            | PF             | PS             | Vin     | Per     | Tot     | PF      | PS      | risultato | avversaria |
| -------- | -------------- | -------------- | -------------- | -------------- | -------------- | -------------- | ------- | ------- | ------- | ------- | ------- | --------- | ---------- |
| 2015     | 0              | 0              | 2              | 2              | 23             | 84             | -       | -       | -       | -       | -       | -         | -          |
| Totale   | 0              | 0              | 2              | 2              | 23             | 84             | -       | -       | -       | -       | -       |           |            |

Fonti: Enciclopedia del Football - A cura di Roberto Mezzetti

#### EFAF Cup
| Stagione | regular season | regular season | regular season | regular season | regular season | regular season | playoff | playoff | playoff | playoff | playoff | playoff          | playoff               |
|          | Vin            | Par            | Per            | Tot            | PF             | PS             | Vin     | Per     | Tot     | PF      | PS      | risultato        | avversaria            |
| -------- | -------------- | -------------- | -------------- | -------------- | -------------- | -------------- | ------- | ------- | ------- | ------- | ------- | ---------------- | --------------------- |
| 2005     | 2              | 0              | 0              | 2              | 63             | 30             | 2       | 0       | 2       | 97      | 50      | Campioni         | Templiers d'Élancourt |
| 2006     | 2              | 0              | 0              | 2              | 77             | 40             | 0       | 1       | 1       | 28      | 31      | Quarti di finale | Graz Giants           |
| Totale   | 4              | 0              | 0              | 4              | 140            | 70             | 2       | 1       | 3       | 125     | 81      |                  |                       |

Fonti: Enciclopedia del Football - A cura di Roberto Mezzetti

### Riepilogo fasi finali disputate
| Anno              | Luogo  | Evento | Fase del torneo  | Incontro                                     | Risultato |
| 1º luglio 2007    | Vienna | EFL    | Eurobowl         | Vienna Vikings - Marburg Mercenaries         | 70 - 19   |
| 16 settembre 2017 | Kiel   | GFL    | Quarti di finale | Kiel Baltic Hurricanes - Marburg Mercenaries | 28 - 14   |
| 22 settembre 2019 | Dresda | GFL    | Quarti di finale | Dresden Monarchs - Marburg Mercenaries       | 39 - 22   |

## Palmarès
- 1 EFAF Cup (2005)